# Hieracium coloratum
Hieracium coloratum es una especie de planta con flor del género Hieracium, de la familia Asteraceae, orden Asterales.

## Distribución
Hieracium coloratum se distribuye por Finlandia y Rusia.

## Taxonomía
Fue descrita científicamente por Elfstrand. Fue publicada en Svensk Bot. Tidskr. 8: 206, 218 (1915).